# Craig Hepburn
Craig Hepburn, född 10 december 1969, är en friidrottare från Bahamas. Han deltog vid olympiska sommarspelen 1992 och olympiska sommarspelen 1996.